# ستايسي ماكنزي
ستايسي ماكنزي هي عارضة كندية، ولدت في 1973 في كينغستون في جامايكا.

## وصلات خارجية
- الموقع الرسمي
- ستايسي ماكنزي على موقع IMDb (الإنجليزية)
- ستايسي ماكنزي على موقع ميوزك برينز (الإنجليزية)
- ستايسي ماكنزي على موقع قاعدة بيانات الفيلم (الإنجليزية)
- ستايسي ماكنزي على موقع دليل عارضات الأزياء (الإنجليزية)